# トゥズ湖

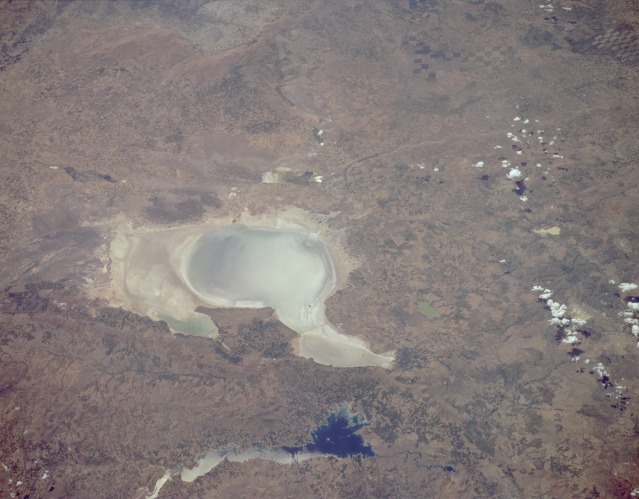
宇宙から見たトゥズ湖, 1994年4月

トゥズ湖 （英語: Lake Tuz、トルコ語: Tuz Gölü 「塩湖」を意味する）は、トルコで2番目に大きい湖で、アナトリア地方中央部、コンヤの北東105 km　アンカラの南南東150 km（38°50′N 33°20′E）に位置する。 とても浅くて（1-2 m）塩分を含むこの湖は、一年の大半の間、1,500 km2の面積を有している。 通常は80 kmの長さと50 kmの幅で、標高は905 mである。
トルコの中央高原の地殻構造的くぼ地を占めるトゥズ湖は、地下水と地表水の2つの主要な水流によって水が供給されているが、出口がない。水路や河川が湖に流れ込む場所には、塩気のある湿地ができている。トゥズ湖は極端に塩分が高く、夏の間は湖の水の多くが干上がり、平均30 cmの塩の層を見せる。冬の間に塩の一部は、降雨と表流水によって湖にもたらされる真水に再び溶ける。この仕組みは、湖での塩採取の工程のための基礎として使われる。トゥズ湖で稼働中の3つの採取場は、トルコで消費される塩の約70%を生産している。塩の採取は、主に塩の製造と精製に関係する産業活動をこの地域に生み出している。季節的に洪水に見舞われる広大な塩のステップがある南と南西を除き、耕作の適地が湖を取り囲んでいる。
2001年にトゥズ湖は、湖面すべてと周囲の水気の多い地層と隣接する一部の重要なステップ地域を含め特別保護地域と宣言された。湖南部にある群島は、オオフラミンゴ（Phoenicopterus rubber）のトルコ国内での主要繁殖地となっている。マガン（Anser albifrons）は、この地で2番目に大きな繁殖者である。ヒメチョウゲンボウ（Falco naumanni）は、周囲の村々において広く繁殖している。